# Quintetto Aster
Il Quintetto Aster, o semplicemente gli Aster - futuro gruppo jazz degli Asternovas - è stato un gruppo musicale italiano formatosi nel 1943 in Sardegna.
I cinque componenti erano musicisti italiani che suonavano per l'orchestra della radio alleata di Cagliari. Quattro erano sardi: i fratelli Franco e Berto Pisano, rispettivamente alla chitarra e al contrabbasso, Gianni Saiu alla chitarra, Carletto Bistrussu alla batteria. Il quinto componente era il torinese Fred Buscaglione, al violino.
Buscaglione era stato internato dagli Americani in Sardegna. Qualche militare, accortosi del suo talento musicale, lo fece entrare nell'orchestra della radio alleata. Questo permise a Buscaglione di continuare a fare musica, e di sperimentare le nuove sonorità e i nuovi ritmi che venivano dagli Stati Uniti.
Finita la seconda guerra mondiale, il gruppo si ricostituì a Torino con il nuovo nome di Asternovas.
La storia del gruppo, dalla sua costituzione alle prime esibizioni a Radio Sardegna, fino alla trasformazione prima in Quintetto Aster e poi in Asternovas, è stata raccontata nel libro di Gioachino Lanotte Fred Buscaglione - Cronache swing dagli anni 50, pubblicato da Editori Riuniti nel 2007.